# داشیماکی تاماگو

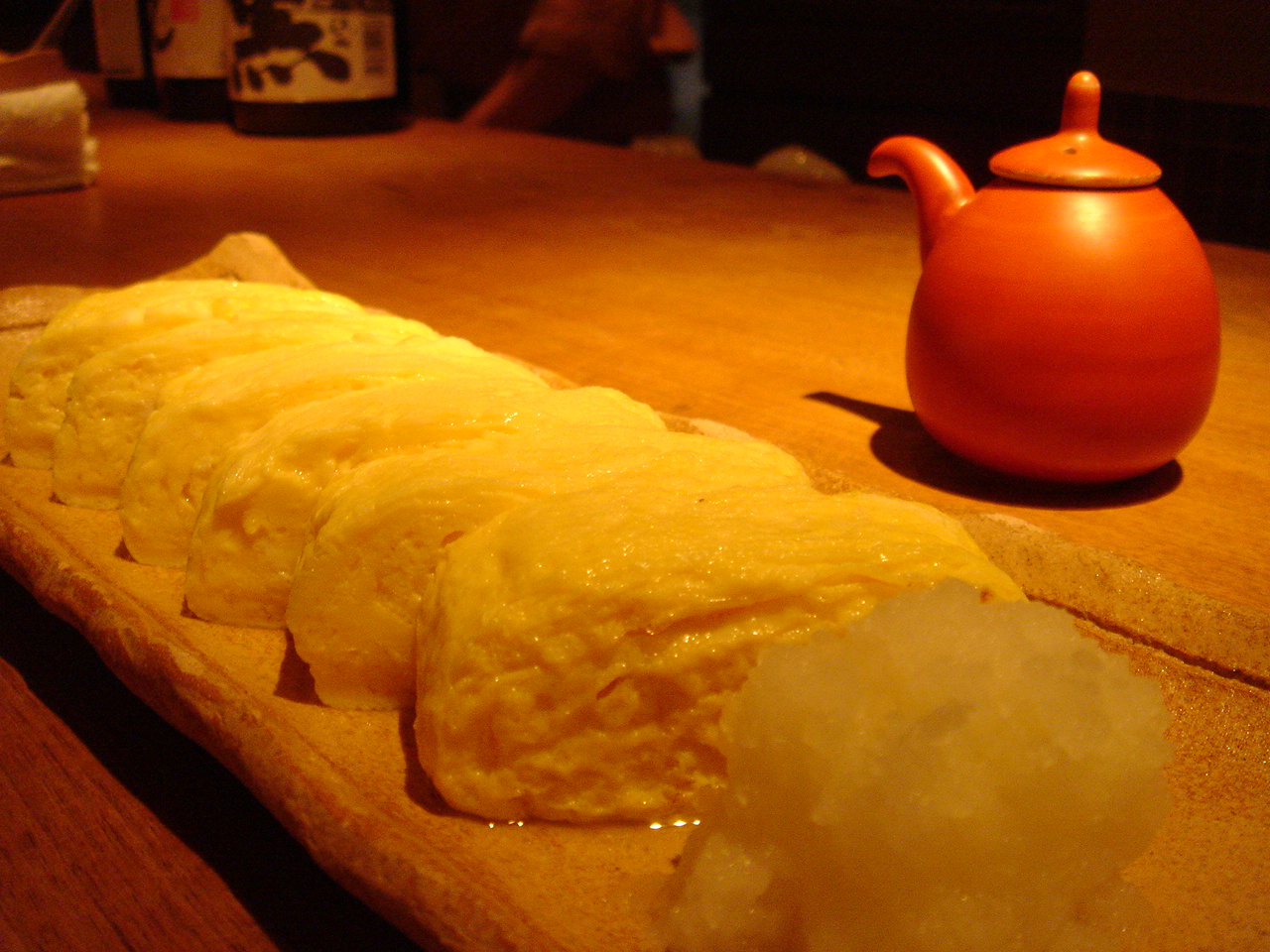
داشی‌ماکی تاماگو

داشی‌ماکی تاماگو (به ژاپنی: だし巻き卵、だしまきたまご) خوراکی است که در آن گوشتابه با تخم‌مرغ زده شده مخلوط کرده و می‌پزند. به آن به سادگی داشیماکی نیز گفته می‌شود. یک از عناصری که در تهیه سوشی در ژاپن استفاده می‌شود.